# Nati nel 1924/Novembre
| Questa pagina contiene informazioni ricavate automaticamente dalle voci biografiche con l'ausilio del template Bio e di un bot. L'aggiornamento è periodico e automatico e ricostruisce completamente la pagina. Se manca una persona in questa lista, sei pregato di non aggiungerla, ma accertati piuttosto che la sua voce biografica contenga il template Bio e che i dati anagrafici siano correttamente compilati. Se il template Bio manca, inseriscilo tu stesso o, in alternativa, metti l'avviso {{tmp\|Bio}} che ne segnala la mancanza. Se i dati riportati sono sbagliati, correggi direttamente la voce biografica; le modifiche saranno visibili in questa lista entro pochi giorni. Per chiarimenti vedi il progetto biografie. La lista contiene solo le 160 persone che sono citate nell'enciclopedia e per le quali è stato implementato correttamente il template Bio. Pagina aggiornata al 18 ago 2025. |

- 1º novembre - Mario Boldi, calciatore italiano († 2010)
- 1º novembre - Süleyman Demirel, politico turco († 2015)
- 1º novembre - Earl Dodd, cestista statunitense († 2004)
- 1º novembre - Ernesto Quagliariello, medico italiano († 2004)
- 1º novembre - Colette Renard, cantante francese († 2010)
- 1º novembre - Adelmo Riccardi, sindacalista e politico italiano († 2000)
- 1º novembre - Jeff Richards, giocatore di baseball e attore statunitense († 1989)
- 1º novembre - Duilio Rizzato, calciatore italiano († 2014)
- 1º novembre - Bob Veith, pilota automobilistico statunitense († 2006)
- 2 novembre - Dino Carta, partigiano italiano († 1945)
- 2 novembre - Rudy Van Gelder, statunitense († 2016)
- 2 novembre - Albert Houssiau, vescovo e teologo belga
- 2 novembre - Sergio Pellizzari, politico italiano († 2010)
- 3 novembre - Stefan Brecht, poeta, critico teatrale e filosofo statunitense († 2009)
- 3 novembre - Ruggero Crotti, giocatore di biliardo italiano († 2015)
- 3 novembre - Erzsébet Gulyás-Köteles, ginnasta ungherese († 2019)
- 3 novembre - Alberto Manzi, docente, pedagogista e scrittore italiano († 1997)
- 3 novembre - István Pakó, calciatore ungherese († 1949)
- 3 novembre - Giuseppe Perricone, politico italiano († 1997)
- 3 novembre - Samuel Ruiz García, vescovo cattolico messicano († 2011)
- 3 novembre - Nina Urdang, cestista sovietica († 1994)
- 4 novembre - Urbano Lazzaro, partigiano italiano († 2006)
- 4 novembre - Giancarlo Primo, cestista e allenatore di pallacanestro italiano († 2005)
- 4 novembre - Marcel Spilliaert, pallanuotista francese († 1992)
- 5 novembre - Mario Grasselli, scrittore e saggista italiano († 2019)
- 5 novembre - Giuseppe Maiani, antifascista, partigiano e politico sammarinese († 2016)
- 5 novembre - Karel Saitl, sollevatore cecoslovacco († 2020)
- 5 novembre - Ingrid Sandahl, ginnasta svedese († 2011)
- 6 novembre - William Auld, poeta, traduttore e esperantista britannico († 2006)
- 6 novembre - Bruno Canfora, direttore d'orchestra, compositore e arrangiatore italiano († 2017)
- 6 novembre - Edilio Capotosti, pianista, compositore e direttore d'orchestra italiano († 1996)
- 6 novembre - Ted Hartley, attore statunitense
- 6 novembre - Paolo Schiavocampo, pittore e scultore italiano († 2022)
- 7 novembre - Luigi D'Amato, giornalista e politico italiano († 1993)
- 7 novembre - Kim Ji-sung, calciatore sudcoreano († 1982)
- 7 novembre - Gino Latilla, cantante italiano († 2011)
- 7 novembre - Carlo Simi, architetto, scenografo e costumista italiano († 2000)
- 8 novembre - Ferruccio Azzarini, calciatore e allenatore di calcio italiano († 2005)
- 8 novembre - Johnny Bower, hockeista su ghiaccio canadese († 2017)
- 8 novembre - Silvio Briard, calciatore italiano († 2017)
- 8 novembre - Ray Famechon, pugile francese († 1978)
- 8 novembre - Mario Faustinelli, fumettista italiano († 2006)
- 8 novembre - Joe Flynn, attore e doppiatore statunitense († 1974)
- 8 novembre - Robert Häusser, fotografo tedesco († 2013)
- 8 novembre - Dmitrij Timofeevič Jazov, generale e politico russo († 2020)
- 8 novembre - Mauro Tognoni, politico e sindacalista italiano († 1996)
- 8 novembre - Étienne Trocmé, biblista e teologo francese († 2002)
- 8 novembre - Radovan Vlajković, politico jugoslavo († 2001)
- 9 novembre - Robert Frank, fotografo e regista svizzero († 2019)
- 9 novembre - Joy Page, attrice statunitense († 2008)
- 9 novembre - Antonino Papalia, politico italiano († 1985)
- 9 novembre - Knut Steen, scultore norvegese († 2011)
- 9 novembre - Tony Waddington, calciatore e allenatore di calcio inglese († 1994)
- 10 novembre - Abdul Aziz, atleta pakistano († 1996)
- 10 novembre - Ugo Buzzolan, giornalista italiano († 1990)
- 10 novembre - Russell Johnson, attore statunitense († 2014)
- 10 novembre - Caterina Mancini, soprano italiano († 2011)
- 11 novembre - Sergio Anselmi, storico italiano († 2003)
- 11 novembre - Luis Martín-Santos Ribera, psichiatra e scrittore spagnolo († 1964)
- 12 novembre - Ennio Battistelli, calciatore italiano
- 12 novembre - Sam Jones, contrabbassista e compositore statunitense († 1981)
- 12 novembre - Ennio Parrelli, avvocato e politico italiano († 2009)
- 12 novembre - Mario Scalise, iamatologo, traduttore e critico letterario italiano († 2003)
- 12 novembre - Gastone Zanon, calciatore italiano († 2016)
- 13 novembre - Sarah Jackson, artista canadese († 2004)
- 13 novembre - Motoo Kimura, biologo giapponese († 1994)
- 13 novembre - Reiki Magari, giocatore di go giapponese
- 13 novembre - Matthias Mauritz, calciatore tedesco († 2016)
- 13 novembre - Jimmy McColl, calciatore scozzese († 2013)
- 14 novembre - Leonid Borisovič Kogan, violinista sovietico († 1982)
- 14 novembre - Rikidōzan, wrestler e attore giapponese († 1963)
- 14 novembre - Rolf Schimpf, attore tedesco († 2025)
- 15 novembre - Lionel Malamed, cestista statunitense († 1989)
- 15 novembre - Alexander Rich, biologo e biofisico statunitense († 2015)
- 16 novembre - Michèle Auclair, violinista francese († 2005)
- 16 novembre - Haim Bar-Lev, generale e politico israeliano († 1994)
- 16 novembre - Gianni Ferrio, direttore d'orchestra, arrangiatore e compositore italiano († 2013)
- 16 novembre - Lajos Kada, arcivescovo cattolico ungherese († 2001)
- 16 novembre - Gianni Lancia, ingegnere e imprenditore italiano († 2014)
- 16 novembre - Erika Mahringer, sciatrice alpina austriaca († 2018)
- 16 novembre - Mel Patton, velocista statunitense († 2014)
- 16 novembre - Remo Remotti, attore italiano († 2015)
- 17 novembre - Ursula Flick, politica tedesca († 2006)
- 17 novembre - Teresio Gassino, progettista italiano († 1998)
- 17 novembre - Marcello Guasti, scultore e incisore italiano († 2019)
- 17 novembre - Eino Ojanen, cestista e allenatore di pallacanestro finlandese († 2010)
- 18 novembre - Camilian Demetrescu, pittore, scultore e scrittore romeno († 2012)
- 18 novembre - Alexander John Mackenzie Stuart, giurista britannico († 2000)
- 18 novembre - Gaetano Rebecchini, ingegnere, giornalista e politico italiano († 2020)
- 19 novembre - J. D. Sumner, basso statunitense († 1998)
- 19 novembre - Björn Kurtén, paleontologo e scrittore finlandese († 1988)
- 19 novembre - Thor Lunde, calciatore norvegese († 2002)
- 19 novembre - Jan Otčenášek, scrittore, drammaturgo e sceneggiatore ceco († 1979)
- 19 novembre - William Russell, attore britannico († 2024)
- 19 novembre - Mutesa II di Buganda, politico ugandese († 1969)
- 20 novembre - Enea Baldini, politico italiano († 2001)
- 20 novembre - Karen Harup, nuotatrice danese († 2009)
- 20 novembre - Benoît Mandelbrot, matematico polacco († 2010)
- 20 novembre - Michael Riffaterre, linguista, filologo e semiologo francese († 2006)
- 20 novembre - Carlo Romei, sindacalista e politico italiano († 1986)
- 20 novembre - Gustavo Scagliarini, calciatore italiano
- 20 novembre - Henk Vredeling, politico olandese († 2007)
- 20 novembre - Danny Williams, allenatore di calcio e calciatore inglese († 2019)
- 21 novembre - Joseph Campanella, attore statunitense († 2018)
- 21 novembre - Vittorino Colombo, politico italiano († 2014)
- 21 novembre - Michel Holley, architetto francese († 2022)
- 21 novembre - Pietro Morelli, ingegnere e aviatore italiano († 2008)
- 21 novembre - Milka Planinc, politica croata († 2010)
- 21 novembre - Christopher Tolkien, scrittore britannico († 2020)
- 22 novembre - Antonio Caldoro, politico italiano († 2015)
- 22 novembre - Jozef Kalina, cestista cecoslovacco († 1986)
- 22 novembre - Geraldine Page, attrice statunitense († 1987)
- 22 novembre - Angelo Raffaele Sodano, filologo classico italiano († 1999)
- 22 novembre - Robert M. Young, regista, sceneggiatore e direttore della fotografia statunitense († 2024)
- 23 novembre - Alfredo Giuliani, poeta, critico letterario e scrittore italiano († 2007)
- 23 novembre - Enrico Pirovano, calciatore italiano
- 23 novembre - Paula Raymond, attrice statunitense († 2003)
- 23 novembre - Paul Richards, attore statunitense († 1974)
- 23 novembre - Anna Maria Rimoaldi, regista e sceneggiatrice italiana († 2007)
- 23 novembre - André Rosseel, ciclista su strada belga († 1965)
- 24 novembre - Raffaello Baldini, poeta e scrittore italiano († 2005)
- 24 novembre - Salvatore Furia, meteorologo e poeta italiano († 2010)
- 24 novembre - Stan Hawkins, pallanuotista britannico († 2004)
- 24 novembre - Bill Miller, cestista e allenatore di pallacanestro statunitense († 1991)
- 24 novembre - Lorne Munroe, violoncellista canadese († 2020)
- 24 novembre - Joanne Winter, giocatrice di baseball statunitense († 1996)
- 25 novembre - Paul Desmond, sassofonista, compositore e clarinettista statunitense († 1977)
- 25 novembre - Ante Marković, politico jugoslavo († 2011)
- 25 novembre - James Rosenau, politologo statunitense († 2011)
- 25 novembre - Juan Zambudio Velasco, calciatore e allenatore di calcio spagnolo († 2004)
- 25 novembre - Takaaki Yoshimoto, poeta, critico letterario e filosofo giapponese († 2012)
- 26 novembre - Fernand Cazenave, rugbista a 15, allenatore di rugby a 15 e dirigente sportivo francese († 2005)
- 26 novembre - Bhekimpi Dlamini, politico swati († 1999)
- 26 novembre - Irwin Hoffman, direttore d'orchestra statunitense († 2018)
- 26 novembre - Lois Hunt, soprano statunitense († 2009)
- 26 novembre - Brunello Rondi, sceneggiatore, regista e drammaturgo italiano († 1989)
- 26 novembre - George Segal, scultore statunitense († 2000)
- 27 novembre - Nina Cassian, poetessa, scrittrice e traduttrice romena († 2014)
- 27 novembre - Gerardo Santini, giurista e avvocato italiano († 1988)
- 27 novembre - Ugolino Ugolini, imprenditore e dirigente sportivo italiano († 2009)
- 28 novembre - Giovanni Ballico, calciatore, allenatore di calcio e dirigente sportivo italiano († 2023)
- 28 novembre - Savino Bernardo Maria Cazzaro Bertollo, arcivescovo cattolico italiano († 2017)
- 28 novembre - Johanna Döbereiner, agronoma e batteriologa cecoslovacca († 2000)
- 28 novembre - Abolfazl Salabi, cestista iraniano († 2020)
- 29 novembre - Erik Balling, regista danese († 2005)
- 29 novembre - Gerardo Chiaromonte, politico, giornalista e scrittore italiano († 1993)
- 29 novembre - Giuseppe Colli, scrittore e poeta italiano († 2017)
- 29 novembre - Pierrette Favarger, ceramista e scultrice svizzera († 2015)
- 29 novembre - Libero Gualtieri, calciatore italiano († 2013)
- 29 novembre - Giuseppe Guarneri, calciatore italiano
- 29 novembre - Ralph James, attore statunitense († 1992)
- 29 novembre - Irv Noren, giocatore di baseball e cestista statunitense († 2019)
- 30 novembre - Arioldo Arioldi, partigiano italiano († 2006)
- 30 novembre - Shirley Chisholm, politica e attivista statunitense († 2005)
- 30 novembre - Jacques Dacqmine, attore e doppiatore francese († 2010)
- 30 novembre - Efim Fradkin, fisico russo († 1999)
- 30 novembre - Klaus Huber, compositore svizzero († 2017)
- 30 novembre - Igor' Nikolaev, regista sovietico († 2013)
- 30 novembre - Traugott Oberer, calciatore svizzero († 1974)
- 30 novembre - Allan Sherman, scrittore e cantante statunitense († 1973)